# Дмитриевы
Дми́триевы — русские дворянские роды.

## Дмитриевы (Рюриковичи)
Род Дмитриевых от Нетши внесён в Бархатную книгу. При подаче документов (февраль 1682), для внесения рода в Бархатную книгу, была предоставлены родословная роспись Дмитриевых, челобитная Василия, Ильи и Афанасия Михайловых детей Дмитриевых о разрешении им писаться Дмитриевыми-Мамоновыми для разделения от поколений других Дмитриевых и в 1686 году вышел царский указ о пожаловании писаться им Дмитриевыми-Мамоновыми.
В Гербовник внесены две фамилии Дмитриевых:
1. Дмитриевы, потомство Рюрика, ветвь смоленских князей от Александра Нетши, того же происхождения и Дмитриевы-Мамоновы, и графы Дмитриевы-Мамоновы, но отделившаяся от общего корня в 1690 году. Из этого рода происходили Иван Иванович, Александр Иванович и Михаил Александрович Дмитриевы. Этот род внесён в VI часть родословных книг Симбирской и Нижегородской губерний. Максим и Степан Астафьевичи Дмитриевы пожалованы поместьями в 1578 году. Их потомство внесено в VI часть родословной книги Тульской губернии (Гербы. Части: X № 23. Часть IV № 17).
2. Пётр Николаевич Дмитриев, признанный в дворянстве в 1880 году (не Мамоновы. Герб. Часть. XIV. № 93)[3].

## Другие дворянские роды Дмитриевых
Один род Дмитриевых восходит к половине XVII века и внесён в VI часть родословной книги Костромской губернии.
Остальные 56 родов — позднейшего происхождения.
В великом Рязанском княжестве, до присоединении его к московскому княжестве (1521) записаны бояре рязанских владык Дмитриевы. Дмитриевы: Иван Васильевич — воевода в казанском походе (1544), Алексей Михайлович — воевода в шведском походе (1549), Михаил Иванович — воевода в полоцком походе (1551). Опричниками Ивана Грозного (1573) числились: Василий Куприянович, Герасим, Иван Михайлович, Оброс, Тренка и Дмитрий Дмитриевы. Дмитриев Юрий Васильевич — воевода в Себеже (1584), Воронеже (1588), Тюмени (1592—1594).

## Описание гербов

#### Герб Часть X. № 23.
Щит разделённый горизонтально на две части имеет верхнюю малую, а нижнюю пространную, из коих в верхней в серебряном поле изображена пушка на золотом лафете с райской птицей. В нижней части, диагонально разделённой на три поля: красное, золотое и голубое, из коих на среднем, означенном наподобие возвышенной пирамиды находится дерево натурального цвета, а на крайних полях изображены белый одноглавый орёл коронованный и серебряная луна, обращённая в правую сторону.
Щит покрыт мантией и шапкой, принадлежащими княжескому достоинству, которые дворянскому роду Дмитриевых присвоены потому, что род сей происходит от князей Смоленских. Герб внесён в Общий гербовник дворянских родов Российской империи, часть 10, стр. 23.

#### Герб. Часть IV. № 17.
Щит имеет три поля: красное, золотое и голубое, из которых на среднем, означенном наподобие возвышенной пирамиды, находится древо натурального цвета, а на крайних полях изображены: белый одноглавый орёл коронованный и серебряная луна, обращённая в правую сторону. Щит увенчан обыкновенным дворянским шлемом с дворянской на нём короной и тремя страусовыми перьями. Намёт на щите голубой и красный, подложенный золотом.

#### Герб Часть XIV. № 93.
Герб коллежского асессора Петра Дмитриева: в серебряном щите голубая перевязь влево, на ней три, одна за другой золотые пчелы. Над щитом дворянский коронованный шлем. Нашлемник - три страусовых пера: среднее голубое, на нём вертикально золотая пчела, крайние серебряные. Намёт: справа - голубой с серебром, слева - голубой с золотом. Девиз "ВѢРОЮ И ТРУДОМЪ" голубыми буквами на серебряной ленте.

## Известные представители
- Дмитриев Михаил Самсонович — воевода в Темникове (1614).
- Дмитриев Никита — дьяк, воевода в Костроме (1614), Калуге (1616—1617), Пскове (1618—1621).
- Дмитриев Постник — подьячий, воевода в Яренске (1615—1616).
- Дмитриев Иев — подьячий, воевода в Цывильске (1626—1627).
- Дмитриев Давыд Иванович — каширский городовой дворянин (1627—1629).
- Дмитриев Степан Постников — московский дворянин (1627), письменный голова в Томске (1631—1632).
- Дмитриев Михаил Михайлович — стольник (1627—1676), воевода в Валуйках (1651), Севске (1659), Нежине (1663), Переславль-Рязанском (1671 и 1674).
- Дмитриев Иван Трофимович — дьяк (1658)
- Дмитриевы: Константин Нехорошев и Иван N — московские дворяне (1658).
- Дмитриев Константин — воевода в Чёрном-Яру (1665).
- Дмитриев Иван — дьяк (1640—1677), воевода в Новгороде-Великом (1644 и 1677), Пскове (1647—1650) (два раза).
- Дмитриев Семён Константинович — воевода в Чёрном-Яру (1677), Пензе (1686—1687), комендант Сызрани (1715—1716).
- Дмитриев Василий — стольник, воевода в Валуйках (1680—1681).
- Дмитриев Илья Яковлевич — воевода в Чёрном-Яру (1683).
- Дмитриев Гаврила Васильевич — стольник царицы Прасковьи Фёдоровны (1686—1692).
- Дмитриевы: Илья, Афанасий и Василий Михайловичи, Иван Савич, Иван Иванович, Никита Петрович — стольники (1658—1692)[8][9][10].
- Дмитриев, Иван Иванович — поэт, баснописец, государственный деятель.